# Saint-Pardoux-le-Neuf (Creuse)
Saint-Pardoux-le-Neuf is een gemeente in het Franse departement Creuse (regio Nouvelle-Aquitaine) en telt 165 inwoners (1999). De plaats maakt deel uit van het arrondissement Aubusson.

## Geografie
De oppervlakte van Saint-Pardoux-le-Neuf bedraagt 7,5 km², de bevolkingsdichtheid is 22,0 inwoners per km².

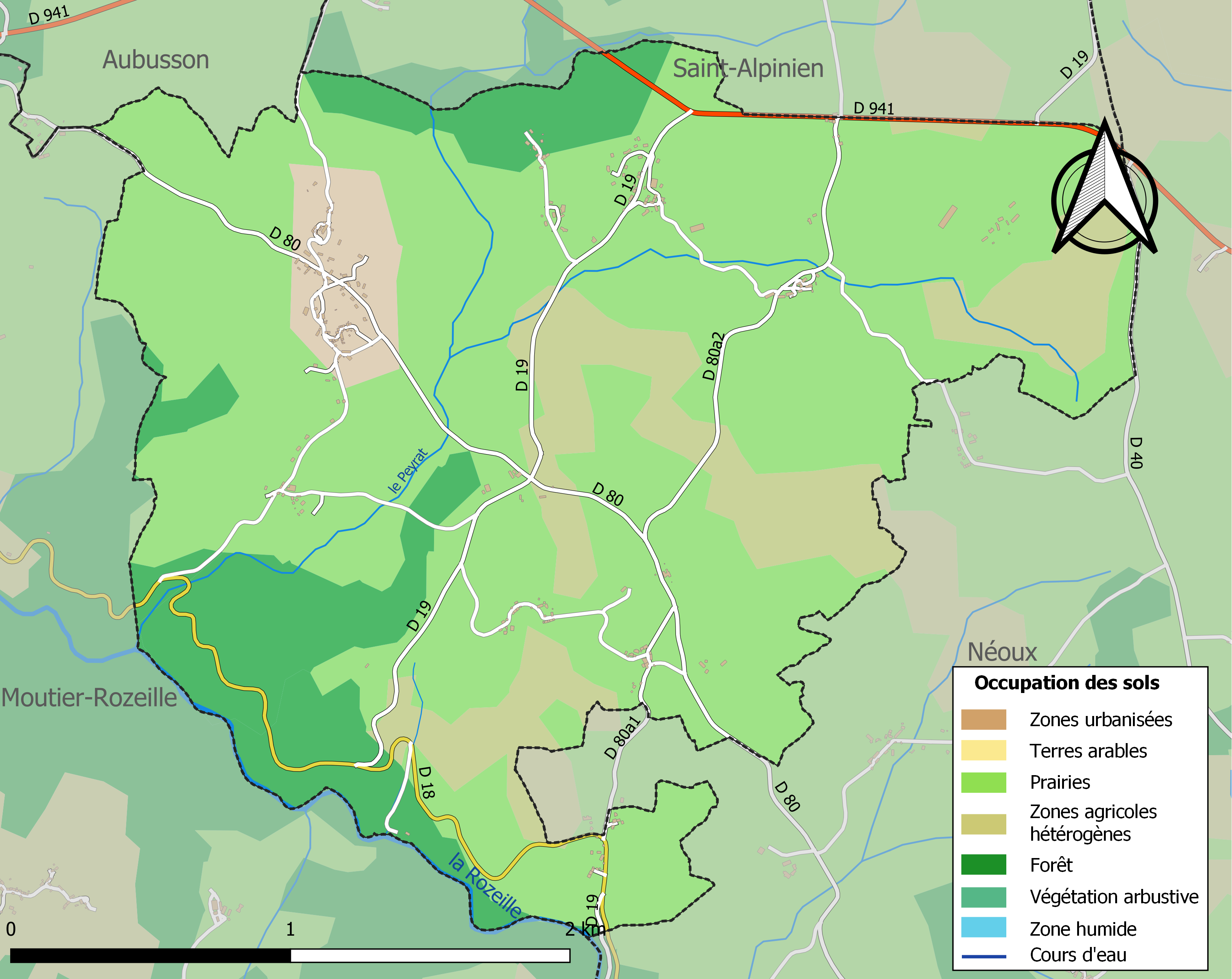
Kaart van de gemeente met de belangrijkste infrastructuur, bodemgebruik en omliggende gemeenten

## Demografie
Onderstaande figuur toont het verloop van het inwonertal (bron: INSEE-tellingen).